# Dominique Canti
Dominique Fabien Canti (17 febbraio 1967) è un ex velocista sammarinese.

## Biografia
Nato nel 1967, ha partecipato a due edizioni dei Giochi olimpici: a Seul 1988 è stato portabandiera di San Marino e ha preso parte ai 100 m piani, uscendo in batteria con il tempo di 11"11, a Barcellona 1992 ha partecipato sia ai 100 m piani sia alla staffetta 4×100 m con Aldo Canti, Manlio Molinari e Nicola Selva, terminando la gara in entrambi i casi in batteria con i tempi rispettivamente di 10"80 e 42"08.
In carriera ha preso parte agli Europei di Spalato 1990, nei 100 metri piani, uscendo in batteria con il tempo di 11"20, e agli Europei indoor di Genova 1992, nei 60 metri piani, terminando la gara in batteria con il crono di 7"09.
Nel 1991 ha partecipato ai Giochi del Mediterraneo di Atene.
Detiene il record nazionale sammarinese nella staffetta 4×400 metri con 3'17"44, ottenuto nel 1991.

## Record nazionali

### Seniores
- Staffetta 4×400 m: 3'17"44 ( Andorra la Vella, 25 maggio 1991)

## Palmarès
| Anno | Manifestazione  | Sede       | Evento      | Risultato | Prestazione | Note |
| ---- | --------------- | ---------- | ----------- | --------- | ----------- | ---- |
| 1988 | Giochi olimpici | Seul       | 100 m piani | Batteria  | 11"11       |      |
| 1990 | Europei         | Spalato    | 100 m piani | Batteria  | 11"20       |      |
| 1992 | Europei indoor  | Genova     | 60 m piani  | Batteria  | 7"09        |      |
| 1992 | Giochi olimpici | Barcellona | 100 m piani | Batteria  | 10"80       |      |
| 1992 | Giochi olimpici | Barcellona | 4×100 m     | Batteria  | 42"08       |      |